# Enrique Báez
Enrique Báez (Santa Lucía, Uruguay, 16 de enero de 1966) es un exfutbolista uruguayo que se desempeñaba como delantero.

## Clubes
| Club                 | País      | Año       |
| -------------------- | --------- | --------- |
| Montevideo Wanderers | Uruguay   | 1984-1989 |
| Nacional             | Uruguay   | 1990-1991 |
| Talleres             | Argentina | 1992-1993 |
| Austria Viena        | Austria   | 1993-1994 |
| Colón                | Argentina | 1995      |